# Brian Keith
Brian Keith, född 14 november 1921 i Bayonne, New Jersey, död 24 juni 1997 i Malibu, Kalifornien, var en amerikansk skådespelare.
Han har en stjärna på Hollywood Walk of Fame.

## Filmografi, urval
- 1955 – Polisvittnet
- 1955 – Våldets män
- 1956 – Misstänkt för rån
- 1959 – De samvetslösa
- 1961 – Föräldrafällan
- 1966 – Ryssen kommer! Ryssen kommer!
- 1966 – Rancho River
- 1966 – Nevada Smith
- 1967 – Reflexer i ett gyllene öga
- 1974 – Yakuza – blodets brödraskap
- 1975 – Vinden och lejonet
- 1978 – Ingen blåser Hooper
- 1979 – Meteor